# Letyčiv
Letyčiv (in ucraino Летичів?; in russo Летичев?, Letičev; in polacco Latyczów) è un insediamento rurale ucraino (10 074 abitanti) nel distretto di Chmel'nyc'kyj nell'oblast' di Chmel'nyc'kyj. Ospita l'amministrazione della comunità territoriale di Letyčiv, una delle comunità territoriali dell'Ucraina.
Fino al 18 luglio 2024 Letyčiv è stata il centro amministrativo del distretto di Letyčiv, abolito come parte della riforma amministrativa dell'Ucraina, che ha ridotto a tre il numero dei distretti dell'oblast' di Chmel'nyc'kyj. L'area del distretto di Letyčiv è stata fusa nel distretto di Chmel'nyc'kyj.
Fino al 26 gennaio 2024 Letyčiv era classificata come insediamento di tipo urbano. Da tale data è entrata in vigore una nuova legge che ha abolito questo status e Letyčiv è stata riclassificata come insediamento rurale,

## Storia

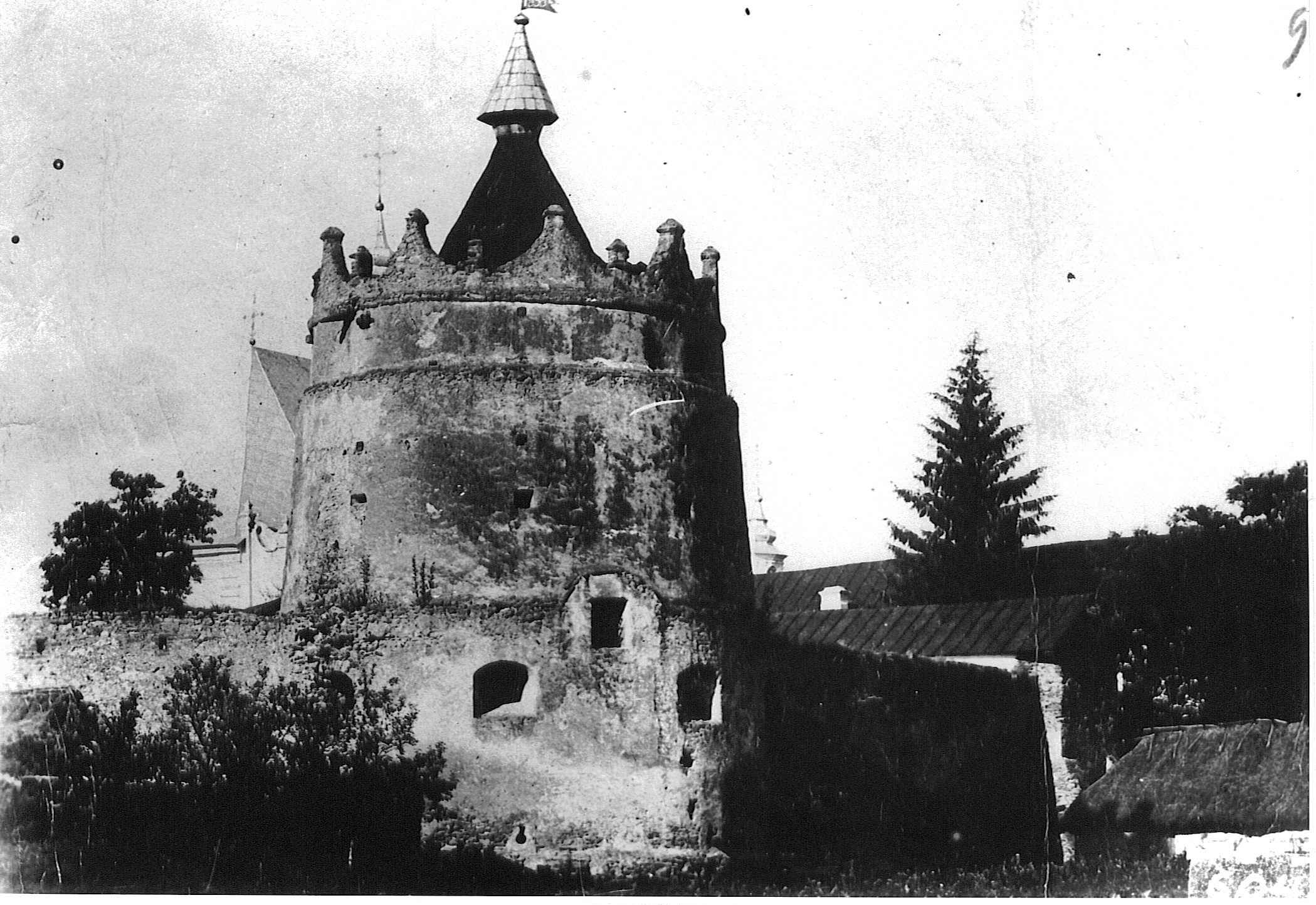
Il castello di Letyčiv nel 1917.

Letyčiv fu fondata nel 1362 e nel 1411 venne conquistata dai Tartari. Data la sua difficile difendibilità dagli attacchi e dalle incursioni, la sua importanza venne sempre subordinata rispetto a quella di Medžybiž. Venne ulteriormente attaccata dai Tartari nel 1453, nel 1516, nel 1558 e nel 1567. Nel 1598 Jan Potocki costruì al posto delle vecchie difese in legno un solido sistema di fortificazioni, conosciuto come il Castello di Letyčiv. Sempre Potocki, nel 1605, fece ricostruire la chiesa dell'Assunzione. Nel 1648 Letyčiv venne colpita dalle scorribande effettuate dai cosacchi di Bohdan Chmel'nyc'kij che si ribellavano alla dominazione polacca. Nel 1672 venne presa dai turchi, salvo essere poi riconquistata dall'esercito polacco di Jan Sobieski. Nonostante ciò, la località continuò ad essere oggetto di tentativi di riconquista da parte turca, e, quindi, di attacchi sferrati da Cosacchi e Haidamaka. Attorno alla metà del XVII secolo arrivarono a Letyčiv i primi ebrei che, dopo centocinquant'anni (1897), sarebbero diventati il 60% della popolazione. Nel 1792, con la seconda partizione della Polonia, Letyčiv entrò a far parte dell'Impero russo. Con il passaggio di sovranità, Letyčiv divenne capoluogo della Podolia al posto di Medžybiž.

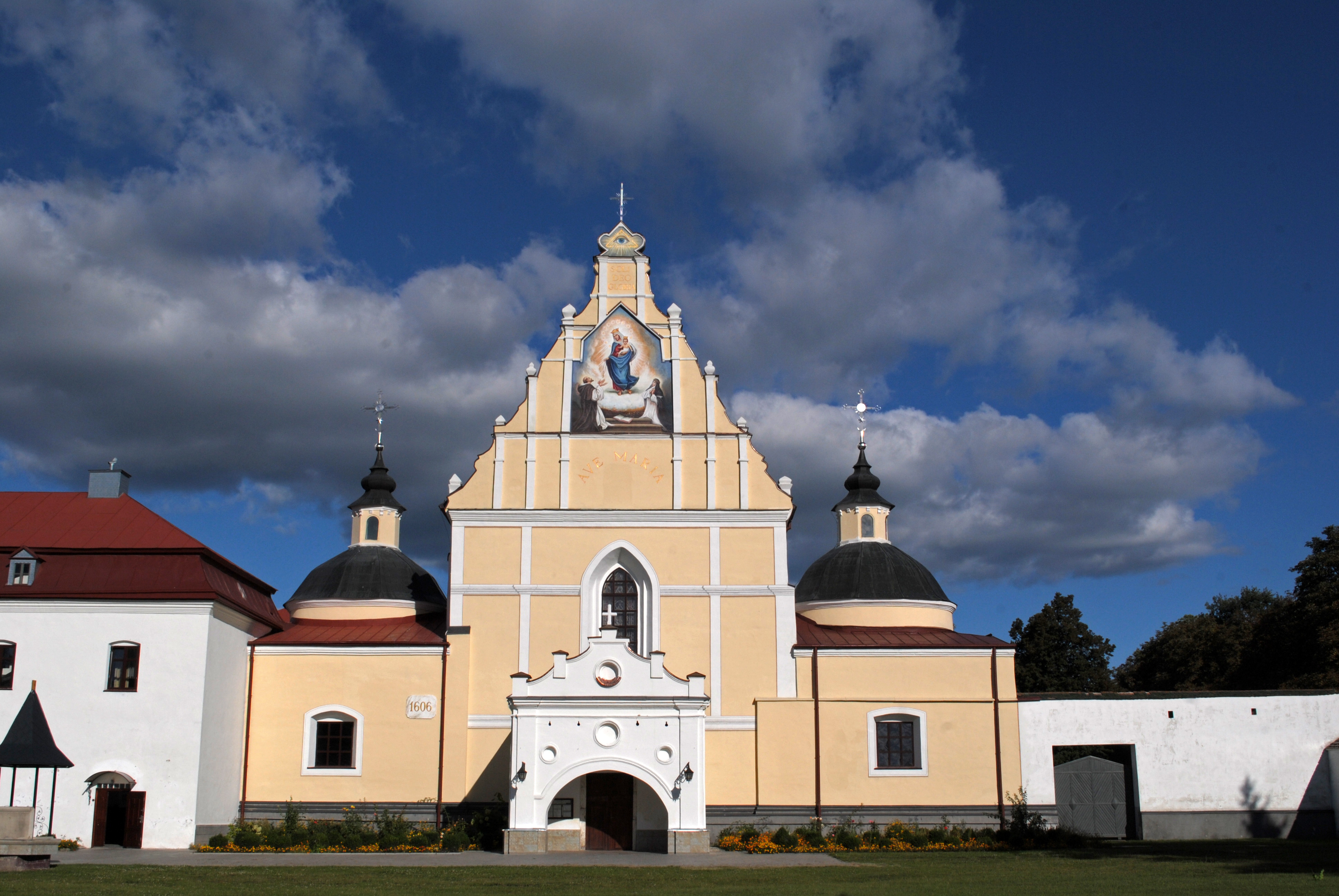
Il convento domenicano di Letychiv.

Nel 1882 si verificò un pogrom contro la popolazione ebraica, a cui però seguì un processo contro gli istigatori delle violenze. Dopo la rivoluzione russa venne occupata da truppe tedesche ed ungheresi. Durante la guerra civile russa vi furono alcuni pogrom, ma con l'insediamento definitivo delle autorità sovietiche, nel 1922, l'economia crebbe e vennero costruite nuove infrastrutture. Nonostante le numerose collettivizzazioni, nel 1930 Letyčiv venne colpita dall'Holodomor. Durante la seconda guerra mondiale venne occupata dalle truppe naziste nel corso dell'Operazione Barbarossa, il 17 luglio 1941. Sotto l'occupazione nazista venne progettata una strada che collegava Vinnycja, sede del bunker da dove Hitler diresse le operazioni sul fronte orientale, con Chmel'nyc'kyj e la Germania. A compiere quest'opera venne chiamata l'Organizzazione Todt, che usò come mano d'opera i 7.200 ebrei della città. Proprio per quest'impiego la comunità, al contrario di quelle dei centri vicini, non venne immediatamente eliminata ma, tra il settembre e il novembre del 1942, le famigerate Einsatzgruppen sterminarono quasi tutta la popolazione (7.000 circa). I rimanenti 200 vennero mandati nei campi di concentramento, dove vennero tutti uccisi. Venne così cancellata un'intera comunità. Al termine del conflitto le autorità sovietiche innalzarono un monumento nel punto in cui vennero massacrati i membri della comunità ebraica.